# 然貝爾克

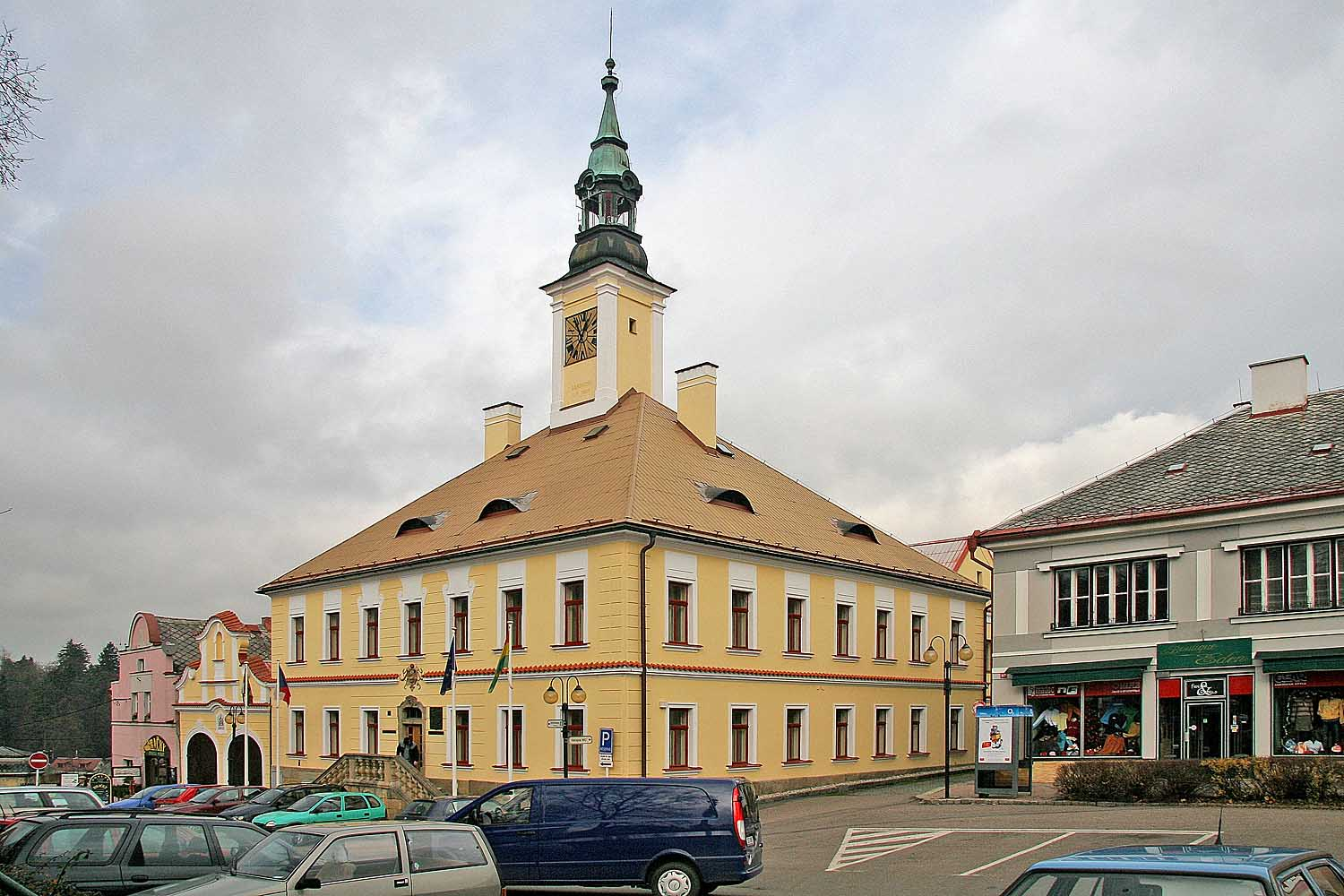

然貝爾克是捷克的城鎮，位於該國東北部，由帕爾杜比采州負責管轄，始建於十三世紀晚期，面積16.91平方公里，海拔高度418米，2006年人口6,079。

## 友好城市
- 法國 奥尔日河畔圣米歇尔

## 外部連結
- Municipal website (in Czech) （页面存档备份，存于）
- Pomníky obětem válek （页面存档备份，存于）